# Tmolus orses
Tmolus orses är en fjärilsart som beskrevs av Frederick DuCane Godman och Osbert Salvin. Tmolus orses ingår i släktet Tmolus och familjen juvelvingar. Inga underarter finns listade i Catalogue of Life.